# Luronium
Luronium là chi thực vật có hoa trong họ Alismataceae.

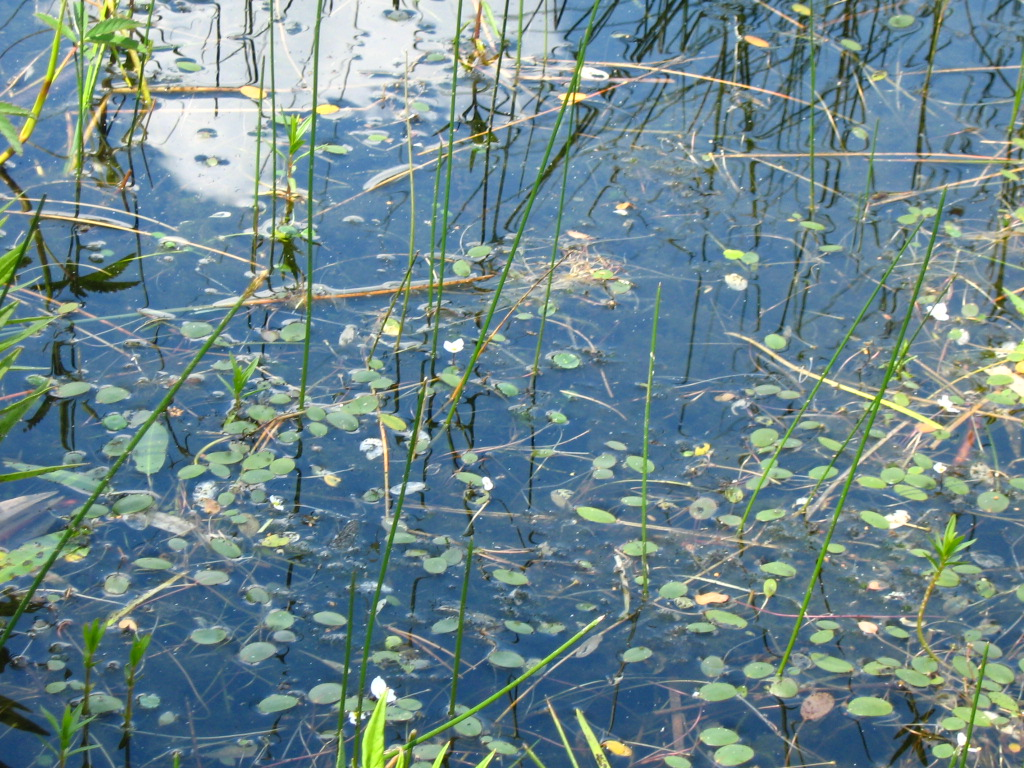
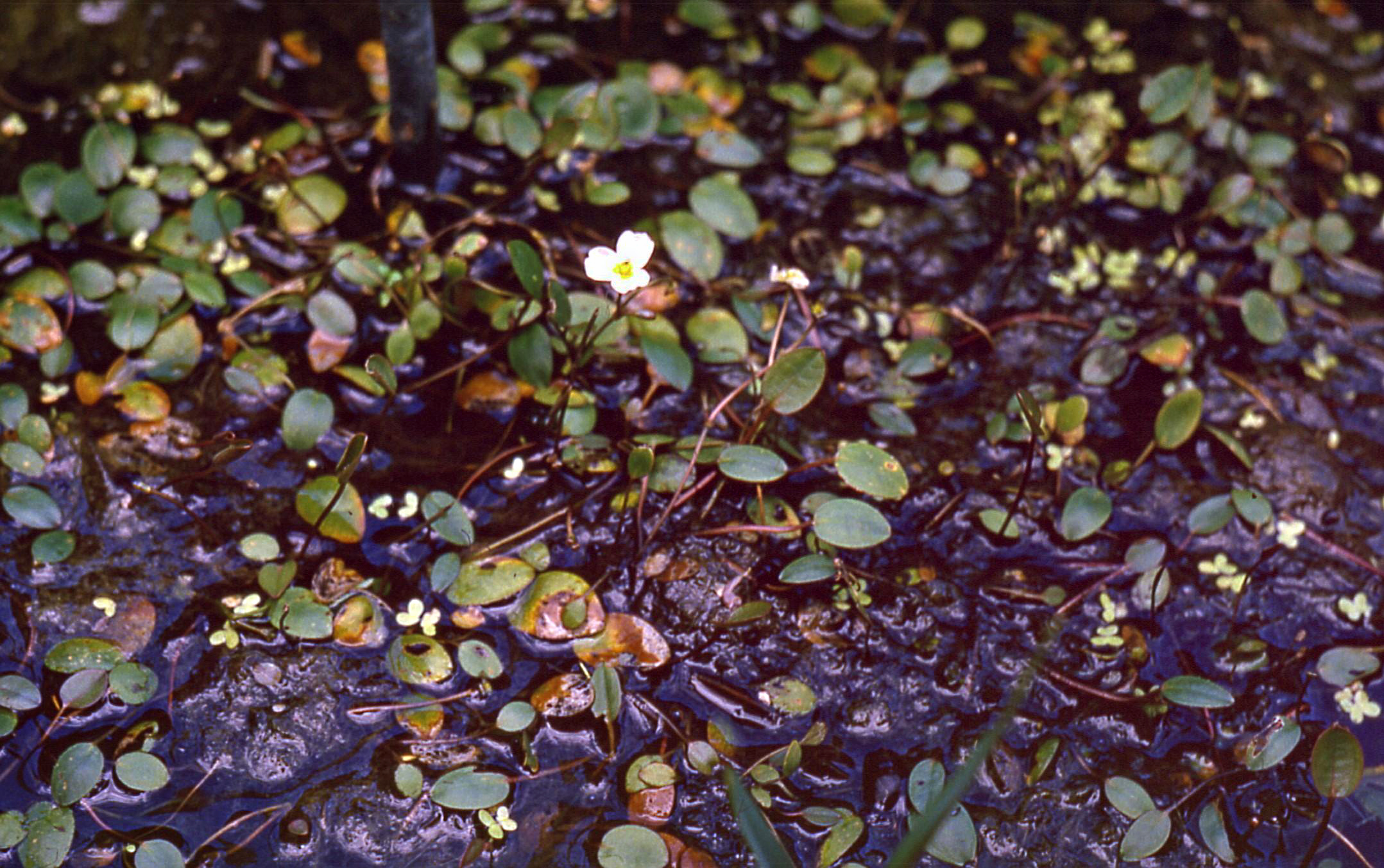
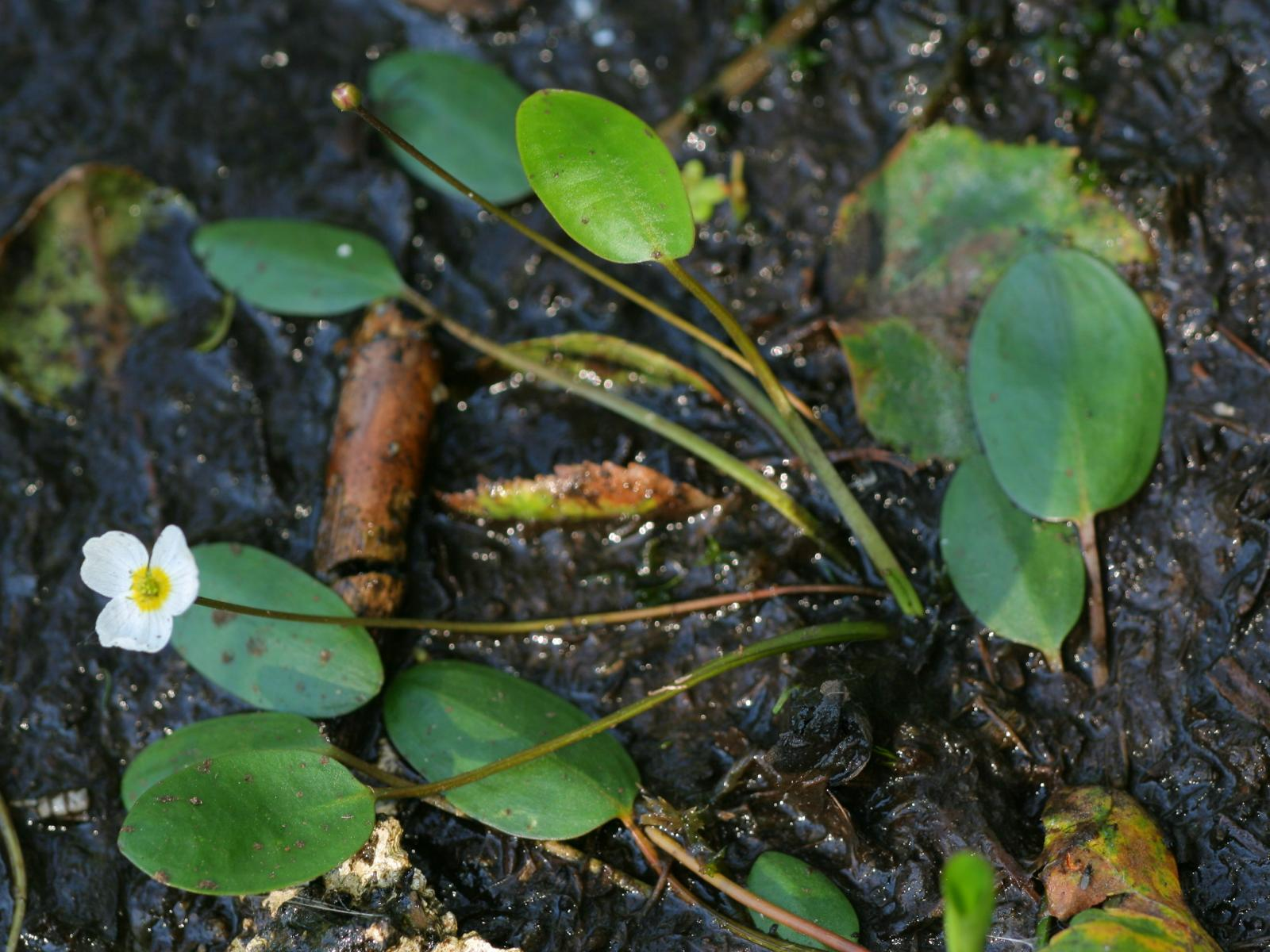
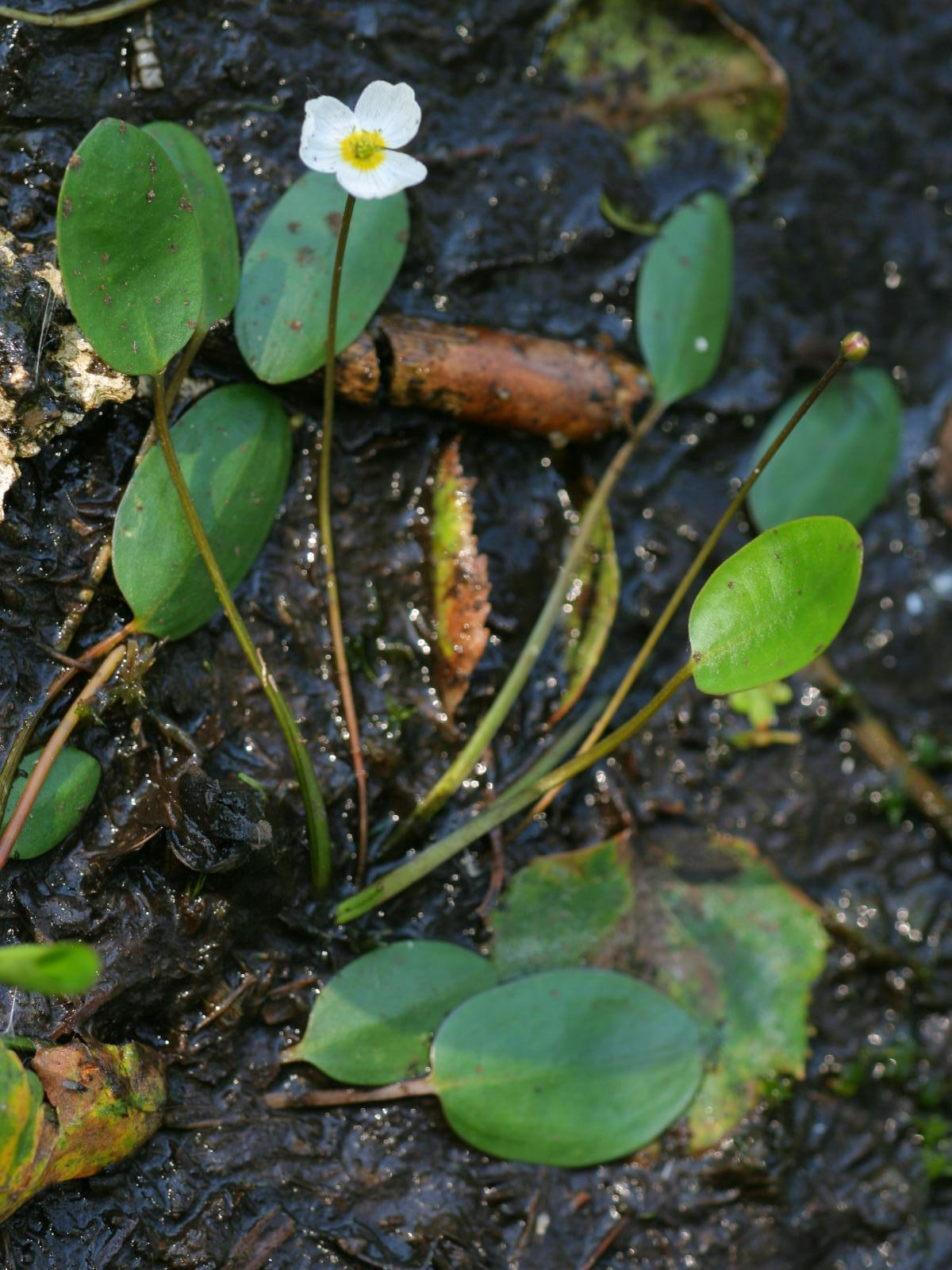
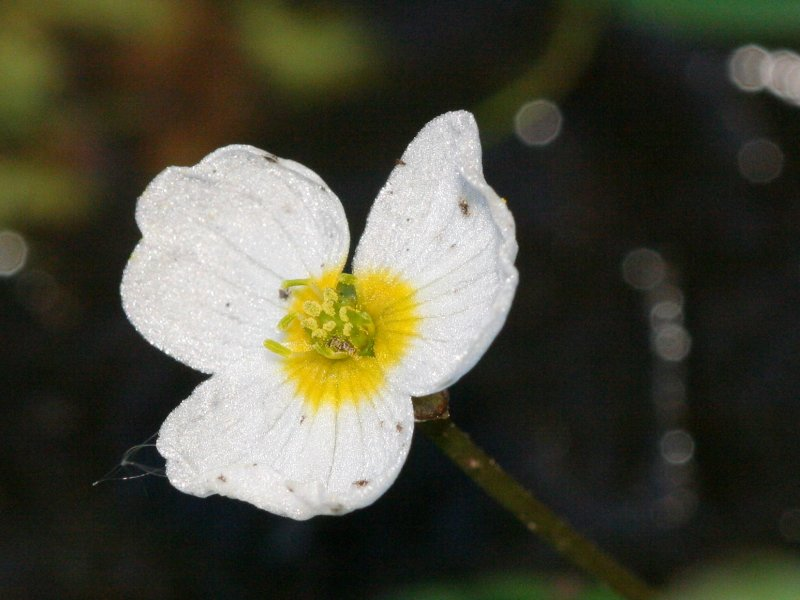
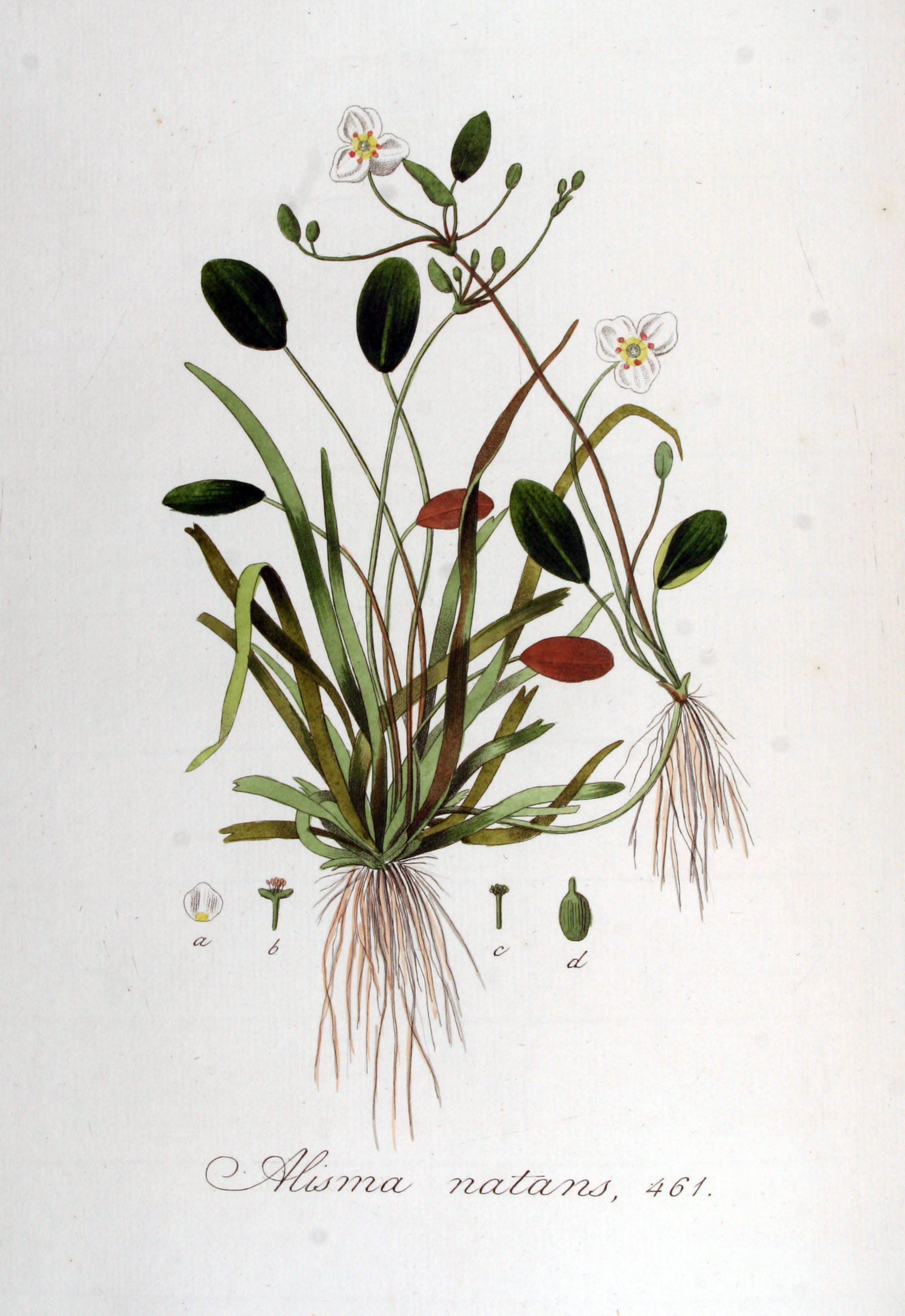
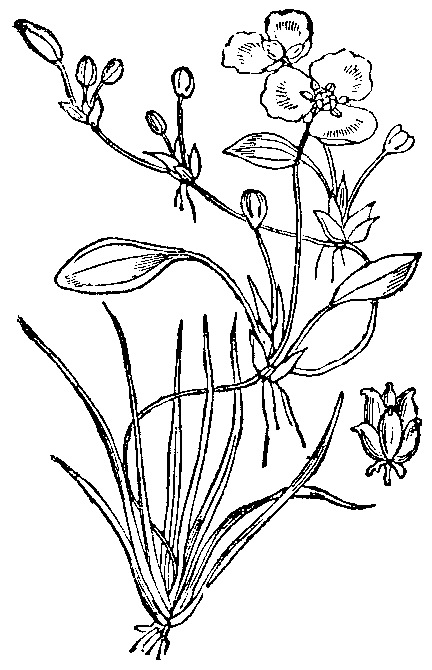